# Figue sèche de Beni Maouche
La figue sèche de Beni Maouche est une figue sèche cultivée dans la région de Beni Maouche, commune de la wilaya de Béjaïa en Kabylie, en Algérie.

## Description
Les critères communs sont la variété de figue (Taamriwt, Azenjer et Taberkent), la localisation à une altitude dépassant les 400 mètres, et la grosseur. L'aire géographique de production réunit 11 communes de la wilaya de Béjaïa et 10 communes de la wilaya de Sétif, et comprend 160  adhérents dans le dispositif de labellisation en 2016.
Elle obtient le 22 septembre 2016, de même que la deglet nour de Tolga, le label IG (Indication géographique) sous la dénomination « Figue sèche de Beni Maouche  » ,,